# 14e étape du Tour d'Italie 1999
Pour un article plus général, voir Tour d'Italie 1999.
La 14e étape du Tour d'Italie 1999 s'est déroulée le 29 mai dans la région du Piémont. Le parcours de 187 kilomètres était disputé entre Bra et Borgo San Dalmazzo dans la Province de Coni. Elle a été remportée par l'Italien Paolo Savoldelli de la formation italienne Saeco.

## Récit
Paolo Savoldelli s'impose en solitaire dans cette étape de montagne. À l'arrière, Marco Pantani accélère et parvient à distancer Laurent Jalabert d'un peu moins de deux minutes pour lui reprendre le maillot rose.

## Classement de l'étape
| \| 1. \| Paolo Savoldelli \| \| Saeco \| en \| \| \| 2. \| Marco Pantani \| \| Mercatone Uno \| + \| 1 min 47 s \| \| 3. \| Daniel Clavero \| \| Vitalicio \| \| m.t. \| |                  |  |               |    |            |
| 1. | Paolo Savoldelli |  | Saeco         | en |            |
| 2. | Marco Pantani    |  | Mercatone Uno | +  | 1 min 47 s |
| 3. | Daniel Clavero   |  | Vitalicio     |    | m.t.       |

## Classement général
| \| 1. \| Marco Pantani \| \| Mercatone Uno \| en \| \| \| 2. \| Paolo Savoldelli \| \| Saeco \| + \| 53 s \| \| 3. \| Ivan Gotti \| \| Polti \| \| 1 min 21 s \| |                  |  |               |    |            |
| 1. | Marco Pantani    |  | Mercatone Uno | en |            |
| 2. | Paolo Savoldelli |  | Saeco         | +  | 53 s       |
| 3. | Ivan Gotti       |  | Polti         |    | 1 min 21 s |